# The Night Digger
The Night Digger is een Britse thriller uit 1971, gebaseerd op het boek Nest in a Fallen Tree van Joy Cowley. Het verhaal werd herwerkt door Roald Dahl, wiens vrouw Patricia Neal een hoofdrol speelde. 

## Verhaal
Maura Prince werkt als huishoudster bij haar blinde adoptiemoeder Edith.  Wanneer Edith ook een tuinman aanneemt, Billy, wordt Maura verliefd. De jonge Billy draagt echter een geheim met zich mee. 

## Cast
| Acteur                     | Personage           |
| -------------------------- | ------------------- |
| Patricia Neal              | Maura Prince        |
| Pamela Brown               | Edith Prince        |
| Nicholas Clay Billy Jarvis |                     |
| Jean Anderson              | Millicent McMurtrey |
| Graham Crowden             | Bolton              |
| Yootha Joyce               | Palafox             |
| Peter Sallis               | Rupert Palafox      |
| Brigit Forsyth             | verpleegster        |
| Sebastian Breaks           | Ronnie Robinson     |
| Christopher Reynalds       | jonge Billy         |